# Coccyzus lansbergi
Il cuculo capogrigio o cuculo di Lansberg (Coccyzus lansbergi Bonaparte, 1850), è un uccello della famiglia dei Cuculidae.

## Sistematica
Coccyzus lansbergi non ha sottospecie, è monotipico.

## Distribuzione e habitat
Questo uccello vive su Aruba, sulle Antille Olandesi, in Colombia, Venezuela, Ecuador, Perù e Panama.